# كأس القارات 2005

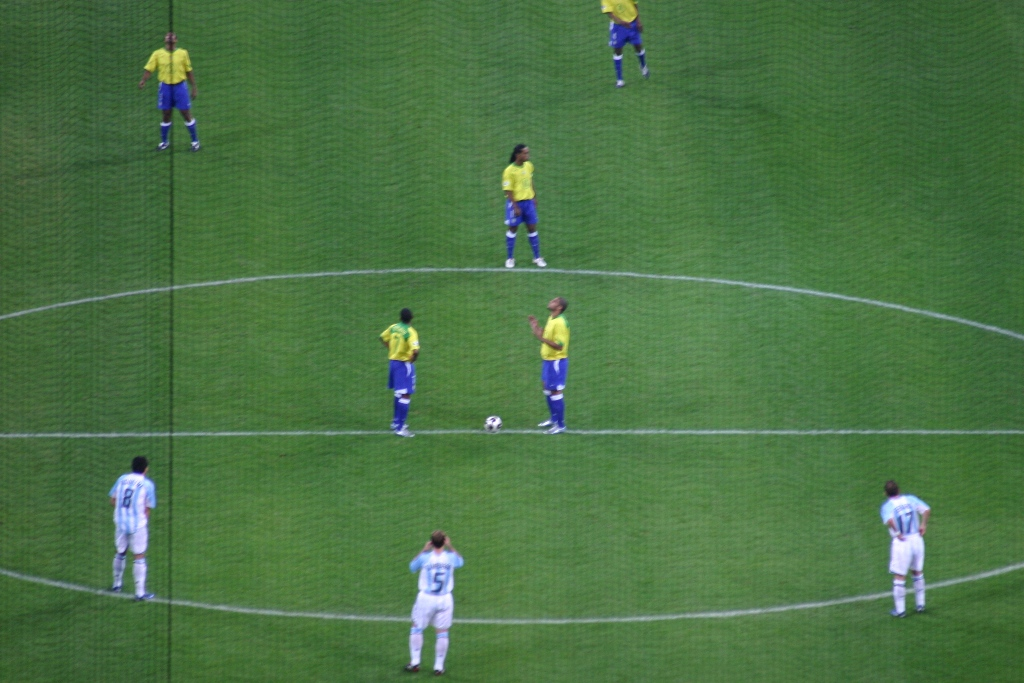
ضربة بداية المباراة النهائية التي جرت بين البرازيل والأرجنتين

كأس القارات 2005 هي البطولة السابعة لكأس القارات، وأقيمت في ألمانيا من 15 يونيو إلى 29 يونيو، 2005. وكانت مقدمة لبطولة كأس العالم لكرة القدم 2006.

## المنتخبات المشاركة
- ألمانيا - المستضيف
- البرازيل - بطل بطولة كأس العالم لكرة القدم 2002
- الأرجنتين1 - وصيف كوبا أمريكا 2004
- اليونان - بطل كأس الأمم الأوروبية لكرة القدم 2004
- المكسيك - بطل كأس الكونكاكاف الذهبية 2003
- تونس - بطل كأس الأمم الأفريقية لكرة القدم 2004
- اليابان - بطل كأس آسيا 2004
- أستراليا - بطل كأس أوقيانوسيا 2004

1بما أن البرازيل شاركت بصفتها بطلة كأس العالم 2002 وكوبا أمريكا 2004 وبما أن ألمانيا وصيفة بطولة كأس العالم لكرة القدم 2002 هي أيضاً مشاركة بصفتها مستضيفة البطولة تقررت مشاركة الأرجنتين بصفتها وصيفاً كوبا أمريكا 2004.

## المدن
| المدينة   | الملعب                 | السعة  |
| --------- | ---------------------- | ------ |
| فرانكفورت | كومرتسبانك أرينا       | 48,132 |
| كولونيا   | ملعب راين إنرجي        | 46,120 |
| هانوفر    | أي دبليو دي-أرينا      | 44,652 |
| لايبزغ    | ريد بل أرينا (لايبزيغ) | 44,200 |
| نورنبيرغ  | ملعب فرانكن            | 41,926 |

جميع الملاعب الخمس تم استخدامها في بطولة كأس العالم لكرة القدم 2006.

## الحكام
| أفريقيا - مراد الدعمي آسيا - شمسول مايدن أوروبا - هيربيرت فاندل - لوبوس ميتشيل - روبيرتو روزيتي | أمريكا الشمالية والوسطى - بيتر بريندرغاست أوقيانوسيا - ماثيو بريز أمريكا الجنوبية - كارلوس أماريلا - كارلوس تشانديا |

## التشكيلات
- انظر تشكيلات كأس القارات 2005

## مرحلة المجموعات

### المجموعة أ
| المنتخب   | نقاط | لعب | فاز | تعادل | خسر | له | عليه | فارق |
| --------- | ---- | --- | --- | ----- | --- | -- | ---- | ---- |
| ألمانيا   | 7    | 3   | 2   | 1     | 0   | 9  | 5    | +4   |
| الأرجنتين | 7    | 3   | 2   | 1     | 0   | 8  | 5    | +3   |
| تونس      | 3    | 3   | 1   | 0     | 2   | 3  | 5    | -2   |
| أستراليا  | 0    | 3   | 0   | 0     | 3   | 5  | 10   | -5   |

جميع الأوقات بالتوقيت المحلي (UTC/GMT+2)
| الأرجنتين                                      | 2 – 1 | تونس                         |
| ---------------------------------------------- | ----- | ---------------------------- |
| - ريكيلمي 33' (ركلة جزاء) - خافيير سافيولا 57' |       | هيكل قمامدية 75' (ركلة جزاء) |

| ألمانيا                                                                     | 4 – 3 | أستراليا                                 |
| --------------------------------------------------------------------------- | ----- | ---------------------------------------- |
| - كيفن كوراني 17' - بير ميرتساكر 23' - بالاك 60' (ركلة جزاء) - بودولسكي 88' |       | - جوسيب سكوكو 21' - جون ألويزي 31' 90+2' |

| تونس | 0 – 3 | ألمانيا                                                            |
| ---- | ----- | ------------------------------------------------------------------ |
|      |       | - بالاك 74' (ركلة جزاء) - باستيان شفاينشتايغر 80' - مايك هانكه 88' |

| أستراليا                         | 4-2 | الأرجنتين                                               |
| -------------------------------- | --- | ------------------------------------------------------- |
| - جون ألويزي 61' (ركلة جزاء) 70' |     | - لوتشيانو فيغروا 12' 53' 89' - ريكيلمي 31' (ركلة جزاء) |

| أستراليا | 0 – 2 | تونس                      |
| -------- | ----- | ------------------------- |
|          |       | فرانسويلدو سانتوس 26' 70' |

| الأرجنتين                         | 2 – 2 | ألمانيا                              |
| --------------------------------- | ----- | ------------------------------------ |
| ريكيلمي 33' · استبان كامبياسو 51' |       | كيفن كوراني 29' · جيرالد أسامواه 74' |

### المجموعة ب
| المنتخب  | نقاط | لعب | فاز | تعادل | خسر | له | عليه | فارق |
| -------- | ---- | --- | --- | ----- | --- | -- | ---- | ---- |
| المكسيك  | 7    | 3   | 2   | 1     | 0   | 3  | 1    | +2   |
| البرازيل | 4    | 3   | 1   | 1     | 1   | 5  | 3    | +2   |
| اليابان  | 4    | 3   | 1   | 1     | 1   | 4  | 4    | 0    |
| اليونان  | 1    | 3   | 0   | 1     | 2   | 0  | 4    | -4   |

| اليابان               | 1 – 2 | المكسيك                           |
| --------------------- | ----- | --------------------------------- |
| أتسوشي ياناغيساوا 12' |       | زينها 39' · فرانسيسكو فونسيكا 64' |

| البرازيل                                             | 3 – 0 | اليونان |
| ---------------------------------------------------- | ----- | ------- |
| أدريانو 41' · روبينهو 46' · جونينهو بيرنامبوكانو 81' |       |         |

| اليونان | 0 – 1 | اليابان           |
| ------- | ----- | ----------------- |
|         |       | ماساشي أوغورو 76' |

| المكسيك     | 1 – 0 | البرازيل |
| ----------- | ----- | -------- |
| بورغيتي 59' |       |          |

| اليونان | 0 – 0 | المكسيك |
| ------- | ----- | ------- |
|         |       |         |

| اليابان                                  | 2 – 2 | البرازيل                    |
| ---------------------------------------- | ----- | --------------------------- |
| شونسوكي ناكامورا 27' · ماساشي أوغورو 88' |       | روبينهو 10' · رونالدينو 39' |

## مرحلة خروج المغلوب
|  | نصف النهائي         | نصف النهائي       |   |                   | النهائي              | النهائي |  |
|  |                     |                   |   |                   |                      |         |  |
|  | 25 يونيو - نورنبيرغ |                   |   |                   |                      |         |  |
|  | ألمانيا             | 2                 |   |                   |                      |         |  |
|  | البرازيل            | 3                 |   |                   |                      |         |  |
|  |                     |                   |   |                   |                      |         |  |
|  |                     |                   |   |                   | 29 يونيو - فرانكفورت |         |  |
|  |                     |                   |   |                   | البرازيل             | 4       |  |
|  |                     | الأرجنتين         | 1 |                   |                      |         |  |
|  |                     |                   |   |                   |                      |         |  |
|  |                     |                   |   |                   |                      |         |  |
|  |                     |                   |   |                   | المركز الثالث        |         |  |
|  | 26 يونيو - هانوفر   | 26 يونيو - هانوفر |   | 29 يونيو - لايبزغ | 29 يونيو - لايبزغ    |         |  |
|  | المكسيك             | 1 (5)             |   | ألمانيا           | 4                    |         |  |
|  | الأرجنتين           | 1 (6)             |   |                   | المكسيك              | 3       |  |

### نصف النهائي
| ألمانيا                              | 2 – 3 | البرازيل                                    |
| ------------------------------------ | ----- | ------------------------------------------- |
| بودولسكي 23' · بالاك 45' (ركلة جزاء) |       | أدريانو 21' 76' · رونالدينو 43' (ركلة جزاء) |

| المكسيك             | 1 – 1 (ب.و.إ.) | الأرجنتين            |
| ------------------- | -------------- | -------------------- |
| كارلوس سالسيدو 104' |                | لوتشيانو فيغروا 110' |

### مباراة المركزين الثالث والرابع
| ألمانيا                                                            | 4 – 3 (وقت إضافي) | المكسيك                                 |
| ------------------------------------------------------------------ | ----------------- | --------------------------------------- |
| بودولسكي 37' · باستيان شفاينشتايغر 41' · روبرت هوث 79' · بالاك 97' |                   | فرانسيسكو فونسيكا 40' · بورغيتي 58' 85' |

### النهائي
| البرازيل                                     | 4 – 1 | الأرجنتين       |
| -------------------------------------------- | ----- | --------------- |
| - أدريانو 11' 63' - كاكا 16' - رونالدينو 47' |       | بابلو إيمار 65' |

| بطل كأس القارات 2005       |
| -------------------------- |
| · البرازيل · للمرة الثانية |

## الجوائز
| حذاء الفيفا الذهبي: | كرة الفيفا الذهبية: | جائزة الفيفا للعب النظيف: |
| ------------------- | ------------------- | ------------------------- |
| أدريانو             | أدريانو             | اليونان                   |

## قائمة الهدافين
5 أهداف
- أدريانو - أفضل لاعب في البطولة (الكرة الذهبية) والفائز بجائزة الحذاء الذهبي (هداف البطولة).

4 أهداف
- ميكيل بالاك - فاز بالحذاء الفضي.
- جون ألويسي - فاز بالحذاء البرونزي.
- لوتشيانو فيغروا

3 أهداف
- جاريد بورغيتي
- لوكاس بودولسكي
- خوان رومان ريكيلمي - فاز بالكرة الفضية.
- رونالدينو - فاز بالكرة البرونزية.

## وصلات خارجية
- موقع كأس القارات 2005 الرسمي